# Chytriomyces rotoruaensis
Chytriomyces rotoruaensis är en svampart som beskrevs av Karling 1970. Chytriomyces rotoruaensis ingår i släktet Chytriomyces och familjen Chytridiaceae.   Inga underarter finns listade i Catalogue of Life.